# ألفونس شيلينغ
ألفونس شيلينغ (بالألمانية: Alfons Schilling) هو رسام سويسري ونمساوي، ولد في 20 مايو 1934 في بازل في سويسرا، وتوفي في 19 يونيو 2013 في فيينا في النمسا بسبب مرض باركنسون.

## وصلات خارجية
- الموقع الرسمي